# Zdeněk Lorenc
Zdeněk Lorenc (* 10. prosince 1956 Kyjov) je bývalý český fotbalista.

## Fotbalová kariéra
Začínal v Lokomotivě Veselí nad Moravou. V lize hrál za Baník Ostrava a TJ Vítkovice, dále hrál i za VTJ Tábor, VOKD Poruba, TJ Gottwaldov (Zlín), FK Drnovice a Slováckou Slavii Uherské Hradiště. Získal 4 ligové tituly, 3 s Baníkem Ostrava a 1 s Vítkovicemi. Po skončení aktivní kariéry působí jako trenér v nižších soutěžích.

## Ligová bilance
| Ročník                                   | Zápasy | Góly | Minuty | Klub          |
| ---------------------------------------- | ------ | ---- | ------ | ------------- |
| 1. československá fotbalová liga 1975/76 | 5      | 1    | 273    | Baník Ostrava |
| 1. československá fotbalová liga 1976/77 | 14     | 2    | 858    | Baník Ostrava |
| 1. československá fotbalová liga 1977/78 | 15     | 1    | 758    | Baník Ostrava |
| Česká národní fotbalová liga 1978/79     | -      | -    | -      | VTJ Tábor     |
| 1. československá fotbalová liga 1979/80 | 3      | 0    | 39     | Baník Ostrava |
| 1. československá fotbalová liga 1980/81 | 6      | 1    | 404    | Baník Ostrava |
| česká národní fotbalová liga 1981/82     | 6      | 0    | -      | VOKD Poruba   |
| česká národní fotbalová liga 1982/83     | 30     | 4    | -      | TJ Gottwaldov |
| česká národní fotbalová liga 1983/84     | 13     | 9    | -      | TJ Gottwaldov |
| 1. československá fotbalová liga 1983/84 | 10     | 4    | 897    | TJ Vítkovice  |
| 1. československá fotbalová liga 1984/85 | 25     | 1    | 1 607  | TJ Vítkovice  |
| 1. československá fotbalová liga 1985/86 | 16     | 1    | 439    | TJ Vítkovice  |
| 1. československá fotbalová liga 1986/87 | 6      | 0    | 145    | TJ Vítkovice  |
| CELKEM I. LIGA                           | 100    | 11   | 5 420  |               |